# Siphona macronyx
Siphona macronyx là một loài ruồi trong họ Tachinidae.